# Alfa Romeo Alfetta GT
L'Alfa Romeo Alfetta GT è un'autovettura sportiva costruita dalla casa automobilistica italiana Alfa Romeo dal 1974 al 1987 nello stabilimento di Arese.

## Il contesto

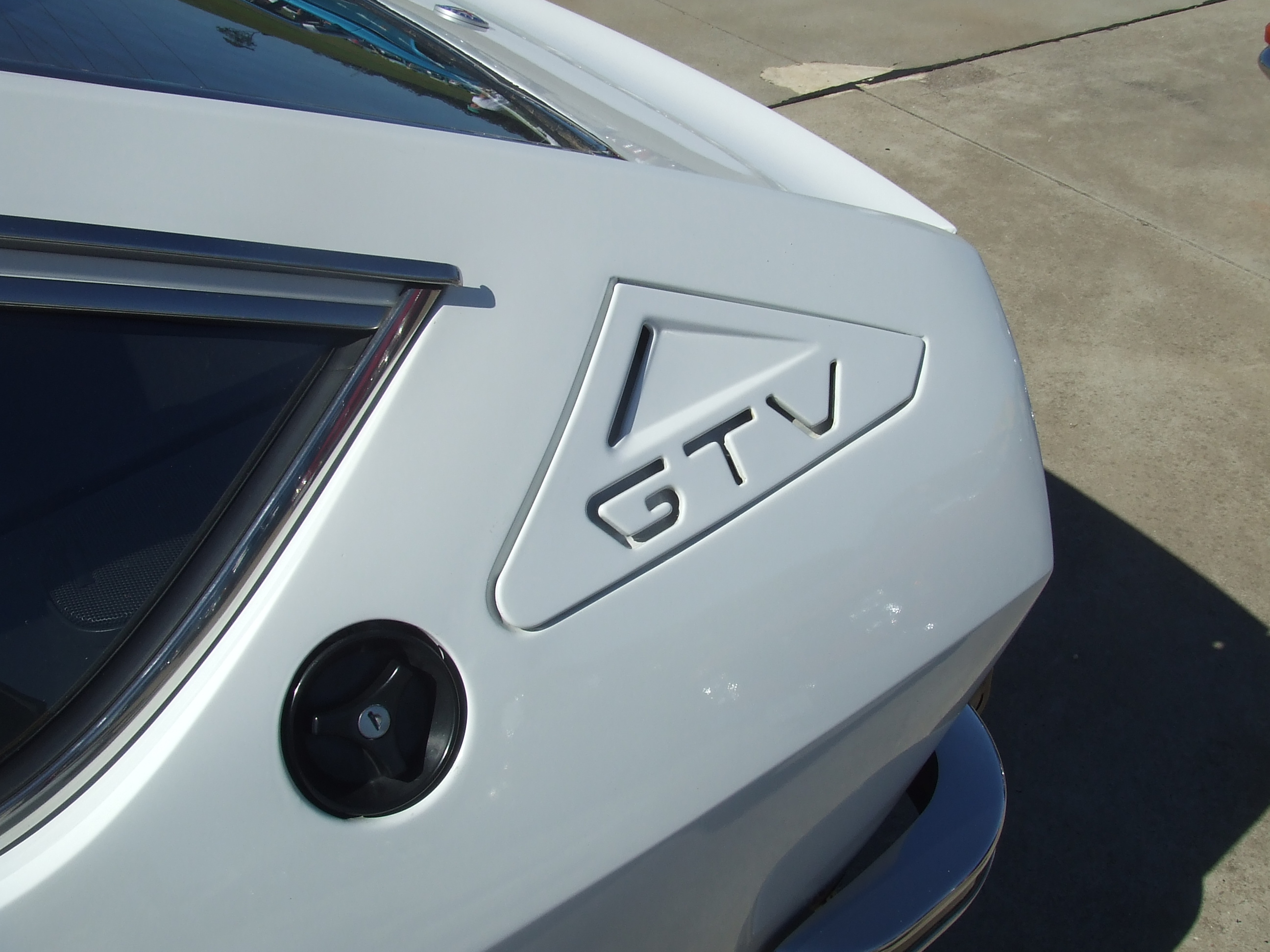
Logo di un'Alfetta GTV

Nel 1967 l'Alfa Romeo decide di incominciare lo studio per la realizzazione della coupé che dovrà sostituire negli anni 1970 il modello "Giulia GT". Le principali direttive aziendali sono volte alla creazione di una vettura che possa offrire quattro posti comodi (al posto del tradizionale 2+2) con un bagagliaio di buona capienza. L'obiettivo era combattere la concorrenza delle berline sportive compatte (come la BMW 2002) che offrendo similari prestazioni e maggiore versatilità d'uso stavano raccogliendo un considerevole successo in tutta Europa.
Partendo dalla base meccanica della "Giulia GT" nel 1968 viene dato incarico per il nuovo progetto alla "neonata" Italdesign di Giorgetto Giugiaro, in considerazione del fatto che tale progettista aveva seguito la nascita e lo sviluppo della "Giulia GT" negli anni in cui lavorava alla Bertone. Contemporaneamente, il centro stile Alfa provvederà alla realizzazione di un progetto parallelo. Il risultato finale fu una carrozzeria con i volumi spostati all'indietro e la coda tronca.

## Storia e versioni

### Prima serie (1974–1980)

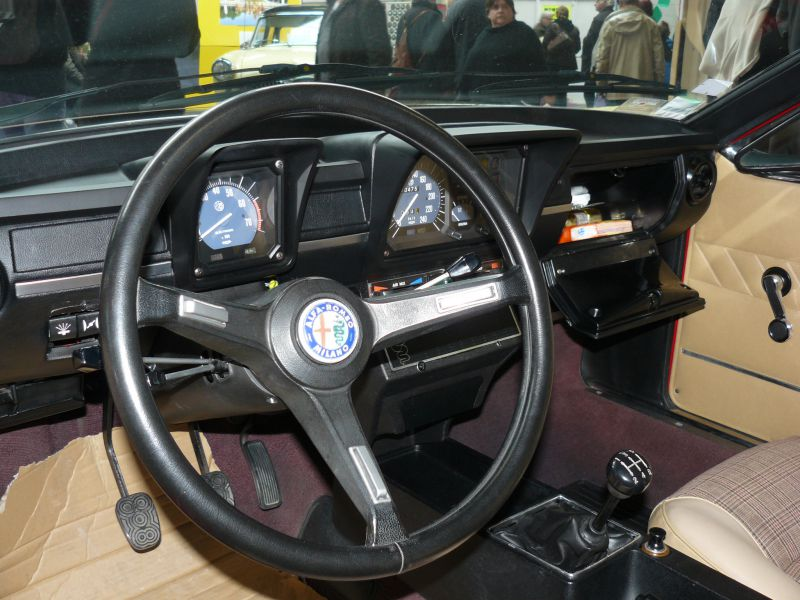
Interno di un'Alfetta GT 1600

Al momento del lancio nel 1974 la motorizzazione di base era costituita dal bialbero già montato anche sull'Alfetta berlina. Questo motore con cilindrata di 1779 cm³ ed erogante 122 CV a 5500 giri/min consentiva all'Alfetta GT di raggiungere i 195 km/h. Nel 1976 vengono introdotte la GT 1.6 1570 cm³ 109 CV a 5600 giri/min che sostituisce la 1.8, viene rivista la mascherina, il tappo del serbatoio è a vista e nel retro si aggiunge la scritta Alfa Romeo sopra la targa; contemporaneamente nasce la GTV 2.0 (1962 cm³) erogante 122 CV a 5300 giri/min, si differenzia dalla 1.6 per i rostri ai paraurti, due inserti cromati sulla mascherina e griglie per lo sfogo abitacolo con scritte GTV. Nel 1978 la 2.0 acquista 8 CV in più raggiungendo i 130 CV a 5400 giri/min, vengono introdotti le guarnizioni su parabrezza e lunotto (incollati in precedenza).

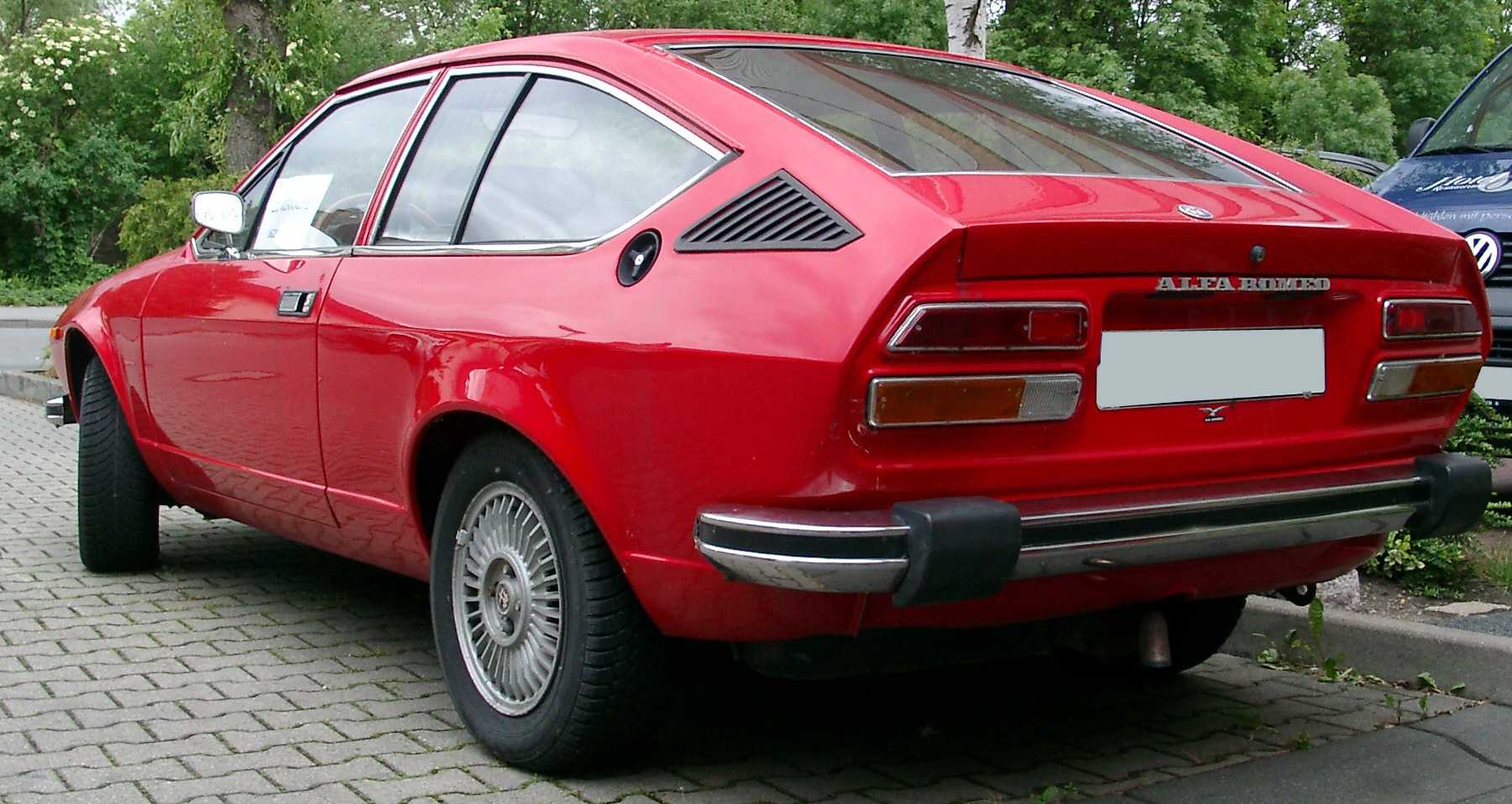
Posteriore di un model year 1976

Su richiesta dell'importatore tedesco, nel 1977, l'Autodelta realizzò la "GTV 2.6 V8", in soli 20 esemplari. Dotata del propulsore otto cilindri a V della Montreal, disponeva di 200 CV e poteva raggiungere i 230 km/h, con accelerazioni brucianti (0 a 100 km/h in 7,5").

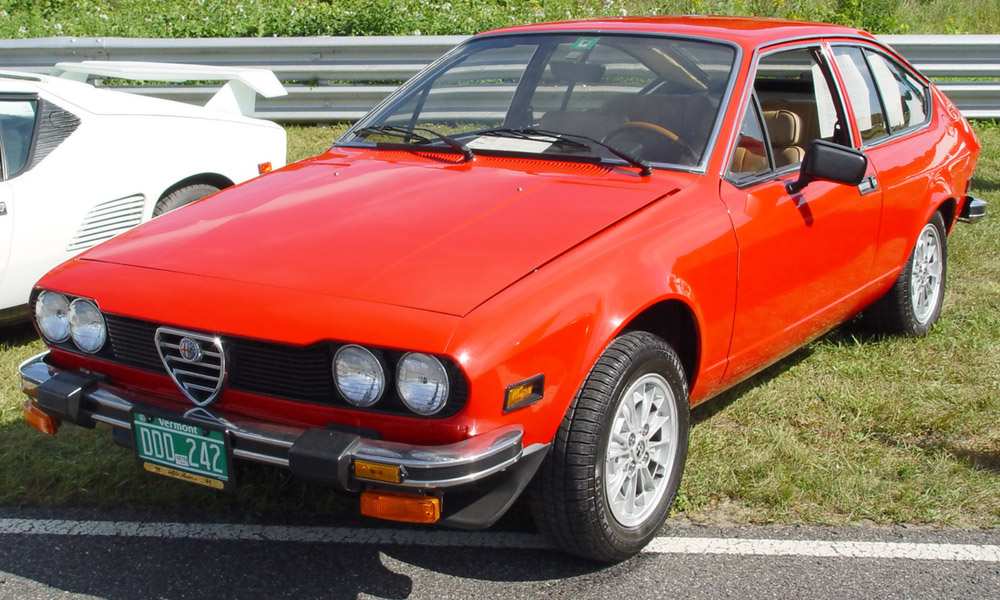
Alfa Romeo Alfetta GTV 2000 America del 1979

Due anni più tardi, al fine di ottenere l'omologazione al "Gruppo 4" del Campionato Rally, vennero allestite 400 vetture della versione "Turbodelta", con motorizzazione di due litri alimentata con turbocompressore "Alfa avio" e in seguito KKK, arrivando a erogare 150 CV. Impiegata nelle competizioni anche da piloti privati, non otterrà soddisfacenti risultati a causa della scarsa affidabilità meccanica. La GTV 2.0 Turbodelta del 1979 si riconosceva per il cofano motore di colore nero e strisce multicolore con scritta Turbodelta sotto gli sportelli con logo Autodelta.

### Seconda serie (1980–1987)
Nel 1980 arriva la seconda serie, sparisce la 1.6 e nasce la GTV6, dotata di un 6 cilindri a V di 60° e cilindrata di 2492 cm³, con una potenza di 160 CV a 6000 giri/min, un albero a camme per bancata e iniezione elettronica. La nuova versione si riconosce per le plastiche nere usate, il 2.5 si distingue dalla 2.0 per la gobba sul cofano motore e i nuovi cerchi in lega a 5 dadi. Nel 1983 viene presentata l'ultima versione con un lieve lifting.

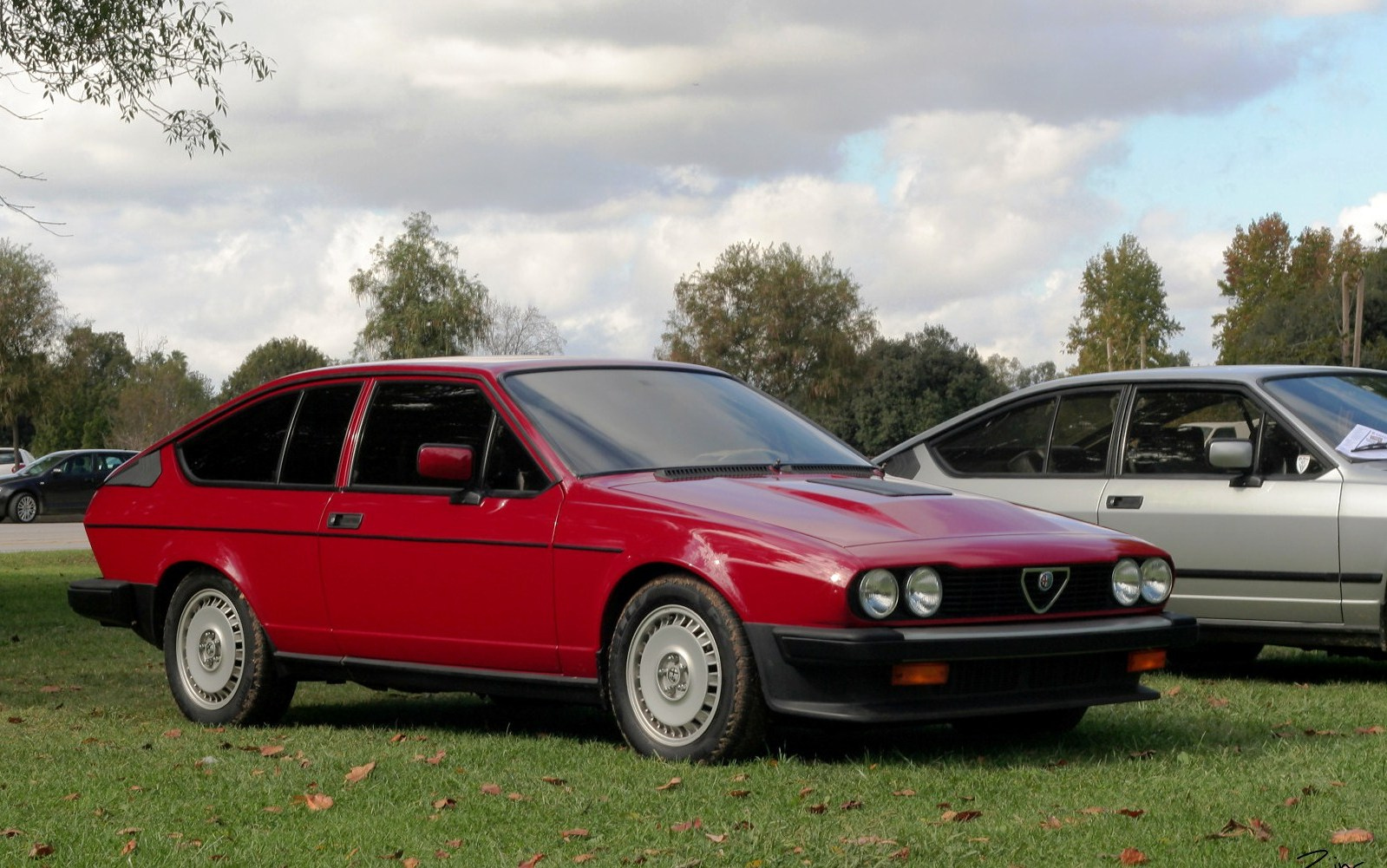
L'Alfetta GTV6 II serie del 1981

L'Alfetta GT è stata una vettura molto apprezzata dalla clientela estera, le cui richieste hanno dato origine a molte piccole serie con dotazioni o motorizzazioni particolari.
La versione "America", monta fin dall'inizio il motore da due litri con iniezione per adeguarsi alle norme USA sulle emissioni. Nel Regno Unito venivano esportate le versioni "GTS" da 1600 cm³ e "GTV Strada" da 2000 cm³, corrispondenti ai modelli di serie, ma completamente accessoriate e con finiture particolarmente curate.

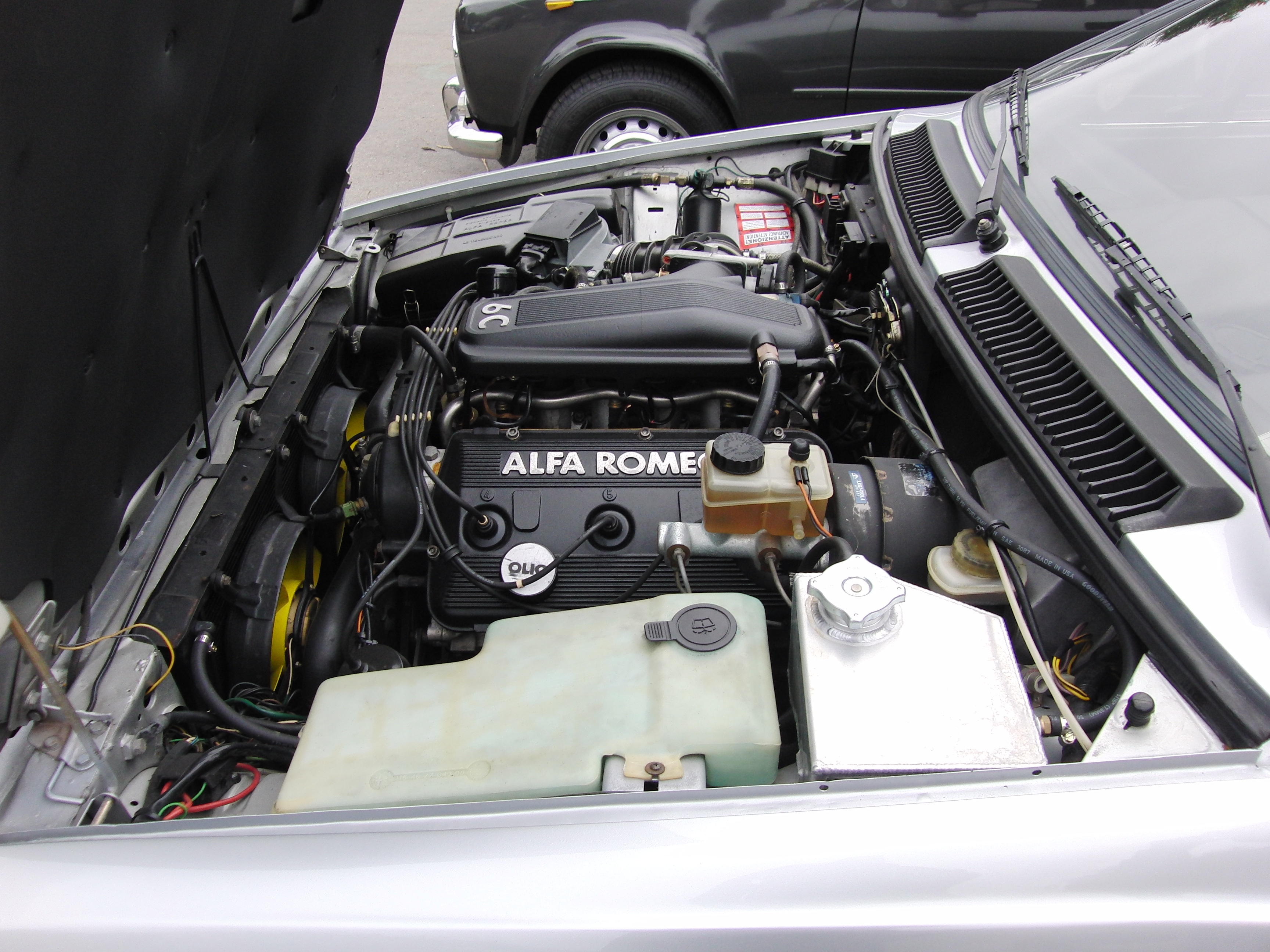
Motore V6 "Busso" di una GTV6

Nel 1981 viene prodotta la versione "Grand Prix" per celebrare il ritorno dell'Alfa Romeo in Formula 1. Vengono modificati gli interni (velluto nero a righe grigie, moquette rossa sul pavimento, targhetta con numero progressivo dell'esemplare sul cruscotto, volante rivestito in pelle) e l'aspetto esteriore (colore carrozzeria esclusivamente rosso con strisce adesive nere all'altezza della linea di cintura e sulla parte bassa della fiancata, paraurti anteriore, paraurti posteriore, alettone anteriore, minigonne e specchio retrovisore esterno in tinta con la carrozzeria, pneumatici maggiorati 195/60 HR15 montati su cerchi in lega neri con bordo argento, quadrifoglio verde sugli sfoghi aria posteriori) ma la motorizzazione resta il due litri strettamente di serie. La versione speciale "Grand Prix" venne allestita in 650 esemplari numerati progressivamente, di cui 250 destinati al mercato italiano, 200 per il mercato francese e 200 per i restanti paesi europei. L'allestimento speciale veniva eseguito dalla Maggiora.
| Versione                | Anni di produzione | Esemplari |
| ----------------------- | ------------------ | --------- |
| Alfetta GT (1.8)        | dal 1974 al 1976   | 21 947    |
| Alfetta GT (1.6)        | dal 1976 al 1980   | 16 923    |
| Alfetta GTV (2.0)       | dal 1976 al 1978   | 31 267    |
| Alfetta GTV 2.6 V8      | nel 1977           | 20        |
| Alfetta GTV L (2.0)     | dal 1978 al 1980   | 26 108    |
| Alfetta 2000 Turbodelta | dal 1979 al 1980   | 400       |
| Alfetta GTV 2.0         | dal 1980 al 1983   | 10 352    |
| Alfetta GTV 2.0 DELTA   | dal 1980 al 1981   | 600       |
| GTV 2.0                 | dal 1983 al 1987   | 7 296     |
| GTV Grand Prix (2.0)    | dal 1981 al 1982   | 650       |
| Alfetta GTV6 2.5        | dal 1980 al 1983   | 11 468    |
| GTV6 2.5                | dal 1983 al 1987   | 10 912    |
| GTV 3.0 V6              | dal 1984 al 1985   | 200       |
| Totale                  | Totale             | 137 543   |

Infine nel 1984 vennero realizzati dalla consociata sudafricana 200 esemplari della GTV 3.0 V6 con guida a destra, destinati principalmente al mercato interno ed esportate occasionalmente in altri paesi con circolazione a sinistra. L'idea nacque dal regolamento del locale campionato turismo, che prevedeva un vantaggio di cilindrata per le vetture a carburatori, fu quindi organizzato un doppio piano di modifica: 200 berline automatiche prima serie con guida a destra, rimaste invendute in Gran Bretagna, furono esportate in Sud Africa e aggiornate meccanicamente con l'impiego dell'iniezione già presente sulla seconda serie, mentre le batterie di carburatori rimosse finirono per equipaggiare nuovi motori di 3 litri forniti dall'Autodelta, garantendo una potenza omologata di 174 CV.

## Attività sportiva

### Turismo
Una categoria dove l'Alfa Romeo Alfetta GTV vinse numerosi trofei fu quella delle competizioni turismo in pista. Nel 1976 la versione GTV 2000 preparata Gruppo 2 vinse il titolo europeo di Seconda divisione (cioè fino a 2 litri), ottenendo anche una vittoria assoluta alla 500 km di Vallelunga. Nel 1978 una vettura simile conquistò un prestigioso successo alla Coppa Internazionale dell'Umbria disputata sul circuito di Magione.

L'Alfetta GT in gara al Giro Automobilistico d'Italia del 1979

Le vittorie assolute di campionato arrivarono con la nuova Alfetta GTV 2.5 V6 in versione Gruppo A, che vinse per quattro anni consecutivi il Campionato Europeo Turismo Costruttori dal 1982 al 1985. All'epoca i punteggi venivano assegnati in base ai risultati ottenuti nella propria categoria di cilindrata, per cui l'Alfetta dominando la propria classe, sopravanzava in classifica le più potenti BMW, Jaguar e Volvo che invece battagliavano nella classe maggiore sottraendosi punti a vicenda.
Viceversa nei campionati nazionali l'Alfa Romeo Alfetta GTV ottenne delle vittorie assolute poiché, a differenza del campionato europeo, la GTV correva contro automobili di simile cilindrata, vantando però un peso minore e anche una maggiore maneggevolezza di guida. Grazie a questi vantaggi tecnici riuscì a vincere due edizioni del Campionato Francese Turismo (1983 con Alain Cudini e 1984 con Dany Snobeck), il Campionato britannico vetture turismo 1983 (con Andy Rouse), il Campionato Sudafricano Turismo, dove grazie al preparatore locale Arnold Chatz, vennero preparate versioni speciali, che vinsero nel campionato turismo tra il 1974 ed il 1987. Nel Campionato Sport Sedan Australiano, riservato alle automobili della categoria super turismo, l'Alfetta GTV ha una motorizzazione diversa dalla versione europea, molto più potente e performante, che le fece vincere numerose edizioni dal 1979 ad oggi, poiché il regolamento del Campionato Australiano riservato alle auto turismo permette alle auto d'epoca di correre insieme alle auto moderne, dove l'Alfetta GTV è tuttora vincente.

### Gran Turismo
Una particolare versione con motore 1.4 litri turbocompresso fu sviluppata nel 1979 dal team tedesco Isert per essere usata nel campionato nazionale Deutsche Rennsport Meisterschaft, con scarso successo. Lo stesso modello venne poi utilizzato nel Gruppo 5 del Campionato Mondiale Sportprototipi, dove nonostante non avesse l'appoggio economico della casa madre ufficiale, e partecipasse alle gare solamente con le iscrizioni pagate dai piloti, ottenne un quarto posto finale in classifica al campionato del mondo del 1980, ed un sesto posto nel 1981, senza però ottenere vittorie di rilievo.

### Rally
Nei rally l'Alfetta GT esordì nel 1975 in versione preparata Gruppo 2, schierata dalla squadra Autodelta e guidata da piloti come Jean-Claude Andruet, Amilcare Ballestrieri e Chicco Svizzero. I principali risultati furono la vittoria al Rally dell'Elba con Ballestrieri, e un terzo posto assoluto al Tour de Corse con Andruet. Negli anni successivi il disimpegno della squadra ufficiale ridusse le partecipazioni a quelle dei piloti privati. Durante il 1975 fu avviato anche lo sviluppo di una versione Gruppo 4 dotata di motore 3 litri V8 di derivazione Montreal. La sua unica apparizione in gara fu al Rally Valli Piacentine, guidata da Ballestrieri e conclusasi con un ritiro, dopodiché il progetto venne abbandonato.

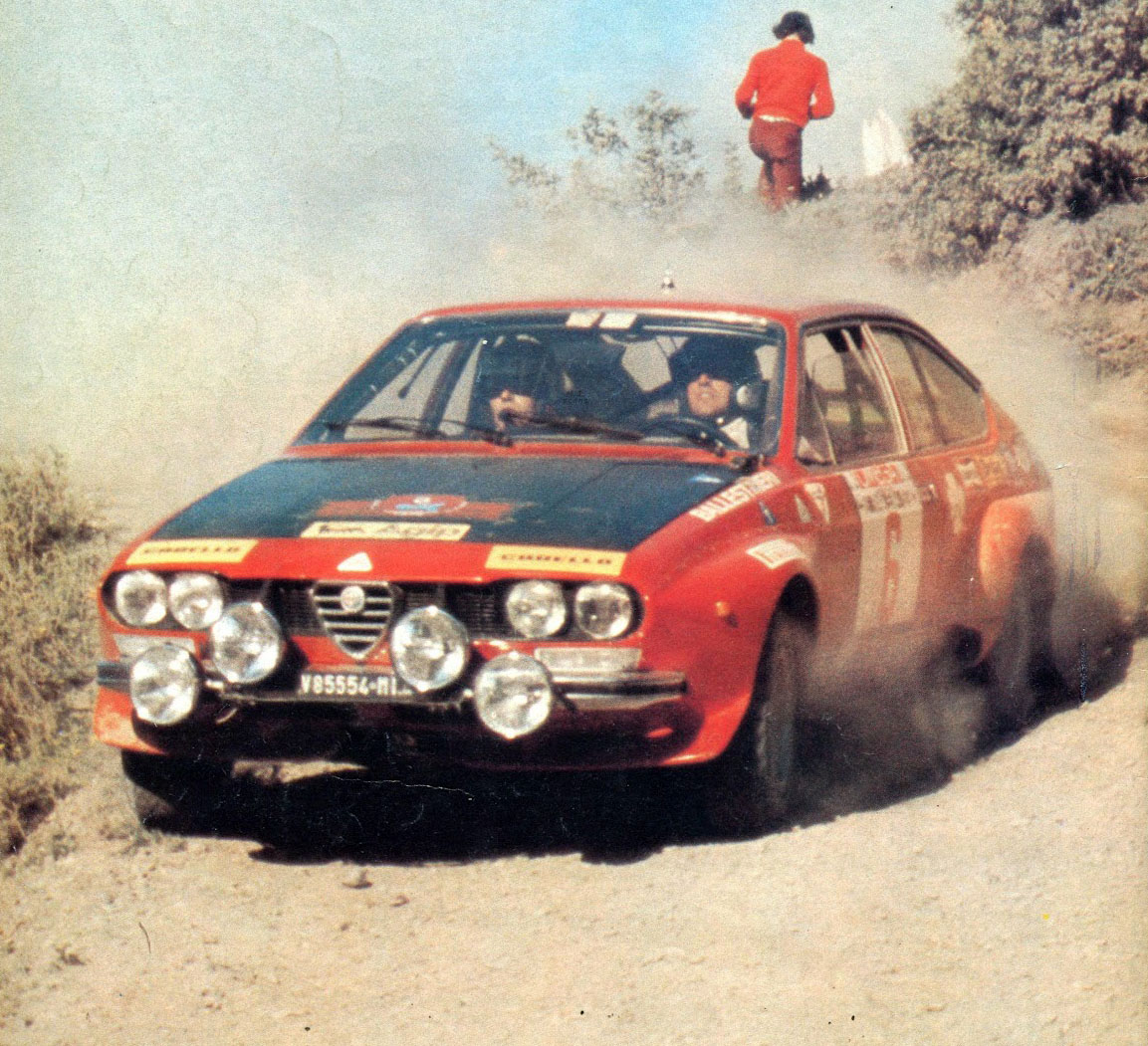
L'Alfetta GT in gara al Rally d'Elba del 1975

Nel 1978 esordì la rinnovata Alfetta GTV con Mauro Pregliasco al volante che conquistò il titolo italiano di categoria Gruppo 2. Durante il 1979 iniziò lo sviluppo della sovralimentata GTV Turbodelta Gruppo 4, schierata l'anno seguente con Pregliasco e Maurizio Verini nel Campionato Europeo. L'unico acuto fu la vittoria al Rally Danubio, poi a fine stagione l'Autodelta annunciò il definitivo abbandono dell'attività rallystica. Negli anni '80 alcuni preparatori indipendenti svilupparono versioni Gruppo N e Gruppo A dell'Alfetta GTV6, in taluni casi con un limitato supporto da parte della Casa. Con questa vettura, Bruno Bentivogli vinse tre titoli italiani di categoria tra il 1982 e il 1984. Nel 1983 una GTV6 preparata Gruppo 2 dall'Autodelta partecipò al Rally Safari guidata da Sandro Munari: non riuscì a concludere la gara a causa di un guasto.. La GTV6 al Campionato del mondo rally 1986, durante il Tour de Corse 1986 ottenne un terzo posto assoluto dietro Peugeot 205 Turbo 16 E2 e Renault 5 Maxi Turbo, riuscendo a battere auto considerate più potenti e di recente costruzione, mentre nel 1987 ottenne una vittoria assoluta al Campionato Australiano Rally.

## Dati tecnici
|                                                                                      | | | | | |
| Configurazione                                                                       | | | | | |
| Carrozzeria: Coupé                                                                   | Carrozzeria: Coupé | Posizione motore: anteriore | Posizione motore: anteriore | Trazione: posteriore | Trazione: posteriore |
| Dimensioni e pesi                                                                    | | | | | |
| Ingombri (lungh.×largh.×alt. in mm): 4190 × 1664 × 1330                              | Ingombri (lungh.×largh.×alt. in mm): 4190 × 1664 × 1330 | Ingombri (lungh.×largh.×alt. in mm): 4190 × 1664 × 1330 | Ingombri (lungh.×largh.×alt. in mm): 4190 × 1664 × 1330 | Diametro minimo sterzata: | Diametro minimo sterzata: |
| Interasse: 2400 mm                                                                   | Interasse: 2400 mm | Carreggiate: anteriore 1368 - posteriore 1350 mm | Carreggiate: anteriore 1368 - posteriore 1350 mm | Altezza minima da terra: | Altezza minima da terra: |
| Posti totali: 4                                                                      | Posti totali: 4 | Bagagliaio: | Bagagliaio: | Serbatoio: 54 L | Serbatoio: 54 L |
| Masse                                                                                | a vuoto: 1.060 kg | a vuoto: 1.060 kg | a vuoto: 1.060 kg | a vuoto: 1.060 kg | a vuoto: 1.060 kg |
| Meccanica                                                                            | | | | | |
| Tipo motore: 4 cilindri in linea ciclo Otto in lega leggera                          | Tipo motore: 4 cilindri in linea ciclo Otto in lega leggera | Tipo motore: 4 cilindri in linea ciclo Otto in lega leggera | Cilindrata: Alesaggio x corsa = 80 x 88,5 mm; totale 1.779 cm³ | Cilindrata: Alesaggio x corsa = 80 x 88,5 mm; totale 1.779 cm³ | Cilindrata: Alesaggio x corsa = 80 x 88,5 mm; totale 1.779 cm³ |
| Distribuzione: A 2V, doppio albero a camme in testa e doppia catena                  | Distribuzione: A 2V, doppio albero a camme in testa e doppia catena | Distribuzione: A 2V, doppio albero a camme in testa e doppia catena | Alimentazione: 2 carburatori orizzontali | Alimentazione: 2 carburatori orizzontali | Alimentazione: 2 carburatori orizzontali |
| Prestazioni motore                                                                   | Potenza: 122 CV DIN (140 CV SAE) a 5500 giri/min - Versione 1972 / Coppia: 17 mkg DIN (167 Nm) a 4400 giri/min | Potenza: 122 CV DIN (140 CV SAE) a 5500 giri/min - Versione 1972 / Coppia: 17 mkg DIN (167 Nm) a 4400 giri/min | Potenza: 122 CV DIN (140 CV SAE) a 5500 giri/min - Versione 1972 / Coppia: 17 mkg DIN (167 Nm) a 4400 giri/min | Potenza: 122 CV DIN (140 CV SAE) a 5500 giri/min - Versione 1972 / Coppia: 17 mkg DIN (167 Nm) a 4400 giri/min | Potenza: 122 CV DIN (140 CV SAE) a 5500 giri/min - Versione 1972 / Coppia: 17 mkg DIN (167 Nm) a 4400 giri/min |
| Frizione: posteriore all'entrata del cambio, monodisco a secco con comando idraulico | Frizione: posteriore all'entrata del cambio, monodisco a secco con comando idraulico | Frizione: posteriore all'entrata del cambio, monodisco a secco con comando idraulico | Cambio: Posteriore in blocco coi freni a 5 rapporti + RM | Cambio: Posteriore in blocco coi freni a 5 rapporti + RM | Cambio: Posteriore in blocco coi freni a 5 rapporti + RM |
| Telaio                                                                               | | | | | |
| Corpo vettura                                                                        | Scocca metallica autoportante a struttura progressivamente differenziata | Scocca metallica autoportante a struttura progressivamente differenziata | Scocca metallica autoportante a struttura progressivamente differenziata | Scocca metallica autoportante a struttura progressivamente differenziata | Scocca metallica autoportante a struttura progressivamente differenziata |
| Sospensioni                                                                          | anteriori: Indipendenti, bracci trasversali oscillanti, barre di torsione longitudinali, barra antirollio, ammortizzatori idraulici telescopici / posteriori: Molle elicoidali a flessibilità variabile, bracci longitudinali di spinta e reazione, parallelogramma di Watt trasversale, barra antirollio, ammortizzatori idraulici telescopici | anteriori: Indipendenti, bracci trasversali oscillanti, barre di torsione longitudinali, barra antirollio, ammortizzatori idraulici telescopici / posteriori: Molle elicoidali a flessibilità variabile, bracci longitudinali di spinta e reazione, parallelogramma di Watt trasversale, barra antirollio, ammortizzatori idraulici telescopici | anteriori: Indipendenti, bracci trasversali oscillanti, barre di torsione longitudinali, barra antirollio, ammortizzatori idraulici telescopici / posteriori: Molle elicoidali a flessibilità variabile, bracci longitudinali di spinta e reazione, parallelogramma di Watt trasversale, barra antirollio, ammortizzatori idraulici telescopici | anteriori: Indipendenti, bracci trasversali oscillanti, barre di torsione longitudinali, barra antirollio, ammortizzatori idraulici telescopici / posteriori: Molle elicoidali a flessibilità variabile, bracci longitudinali di spinta e reazione, parallelogramma di Watt trasversale, barra antirollio, ammortizzatori idraulici telescopici | anteriori: Indipendenti, bracci trasversali oscillanti, barre di torsione longitudinali, barra antirollio, ammortizzatori idraulici telescopici / posteriori: Molle elicoidali a flessibilità variabile, bracci longitudinali di spinta e reazione, parallelogramma di Watt trasversale, barra antirollio, ammortizzatori idraulici telescopici |
| Freni                                                                                | anteriori: a disco / posteriori: a disco con doppio circuito sulle 4 ruote, comando idraulico, servofreno a depressione e limitatore di frenata al retrotreno, freno a mano posteriore | anteriori: a disco / posteriori: a disco con doppio circuito sulle 4 ruote, comando idraulico, servofreno a depressione e limitatore di frenata al retrotreno, freno a mano posteriore | anteriori: a disco / posteriori: a disco con doppio circuito sulle 4 ruote, comando idraulico, servofreno a depressione e limitatore di frenata al retrotreno, freno a mano posteriore | anteriori: a disco / posteriori: a disco con doppio circuito sulle 4 ruote, comando idraulico, servofreno a depressione e limitatore di frenata al retrotreno, freno a mano posteriore | anteriori: a disco / posteriori: a disco con doppio circuito sulle 4 ruote, comando idraulico, servofreno a depressione e limitatore di frenata al retrotreno, freno a mano posteriore |
| Pneumatici                                                                           | 165 SR 14 (dall'82 optional 185/70 HR 14) | 165 SR 14 (dall'82 optional 185/70 HR 14) | 165 SR 14 (dall'82 optional 185/70 HR 14) | 165 SR 14 (dall'82 optional 185/70 HR 14) | 165 SR 14 (dall'82 optional 185/70 HR 14) |
| Prestazioni dichiarate                                                               | | | | | |
| Velocità: 195 km/h                                                                   | Velocità: 195 km/h | Velocità: 195 km/h | Accelerazione: 31,8 secondi sul km da fermo | Accelerazione: 31,8 secondi sul km da fermo | Accelerazione: 31,8 secondi sul km da fermo |
| Consumi                                                                              | a 90 km/h: 6,7 - a 120 km/h: 8,9 - urbano: 12,0 L/100 km) | a 90 km/h: 6,7 - a 120 km/h: 8,9 - urbano: 12,0 L/100 km) | a 90 km/h: 6,7 - a 120 km/h: 8,9 - urbano: 12,0 L/100 km) | a 90 km/h: 6,7 - a 120 km/h: 8,9 - urbano: 12,0 L/100 km) | a 90 km/h: 6,7 - a 120 km/h: 8,9 - urbano: 12,0 L/100 km) |
| Altro                                                                                | | | | | |
| Trasmissione                                                                         | Posteriore ad albero in due sezioni con ponte De Dion | Posteriore ad albero in due sezioni con ponte De Dion | Posteriore ad albero in due sezioni con ponte De Dion | Posteriore ad albero in due sezioni con ponte De Dion | Posteriore ad albero in due sezioni con ponte De Dion |